# کارل بونیش
کارل بونیش (انگلیسی: Carl Boenish؛ ۳ آوریل ۱۹۴۱ – ۷ ژوئیهٔ ۱۹۸۴) فیلم‌بردار اهل ایالات متحدهٔ آمریکا بود که به‌خاطر پرش‌های آزادش از ارتفاعات و فیلمبرداری از آن‌ها «پدر بِیس جامپ مدرن» لقب گرفته‌است. از نمونه‌های تصویربرداری و چتربازی او می‌توان به فیلم پروانه‌های کولی ساختهٔ کلاسیک جان فرانکن‌هایمر اشاره کرد؛ چتربازی‌های این فیلم از نخستین طلیعه‌های ورزش پرواز با لباس بالدار به‌شمار می‌رود.
کارل بونیش سال ۱۹۸۴ در پرش از قلهٔ کوه اِستابِن در راوما، موره او رومسدال، نروژ درگذشت، درحالی‌که روز قبل به‌همراه همسرش رکوردهای جهانی گینس را برای بیس جامپ دونفره ثبت کرده بودند. زندگی و مرگش دستمایهٔ فیلم مستندِ ابرمرد آفتابی (۲۰۱۵) قرار گرفته‌است.